# Vittangiberg
De Vittangiberg, Zweeds: Vittangivaara, is een berg in het noorden van Zweden. Het berg ligt in de gemeente Kiruna op de zuidelijke oevers van het Vittangimeer en is 836 meter hoog. De berg ligt in het gebied van de Esrange. Er ligt het verlaten gehucht Vittangijärvi aan de voet van de berg.